# Burg Grimburg
Die Burg Grimburg, auch einfach Grimburg genannt, ist eine Spornburg im Gebiet der Ortsgemeinde Grimburg in der Verbandsgemeinde Hermeskeil im rheinland-pfälzischen Landkreis Trier-Saarburg.

## Geographische Lage
Die Burg Grimburg steht im Naturpark Saar-Hunsrück 1,8 km südsüdwestlich der Ortsgemeinde Grimburg auf dem Kittelaufberg (460,1 m ü. NHN), einem südlichen Bergsporn des Hasenknopfs (497 m). Sie befindet sich auf 448 m Höhe. Südlich des Sporns mündet der diesen östlich passierende Mühlenbach in die westlich vorbeifließende Wadrill.

## Geschichte

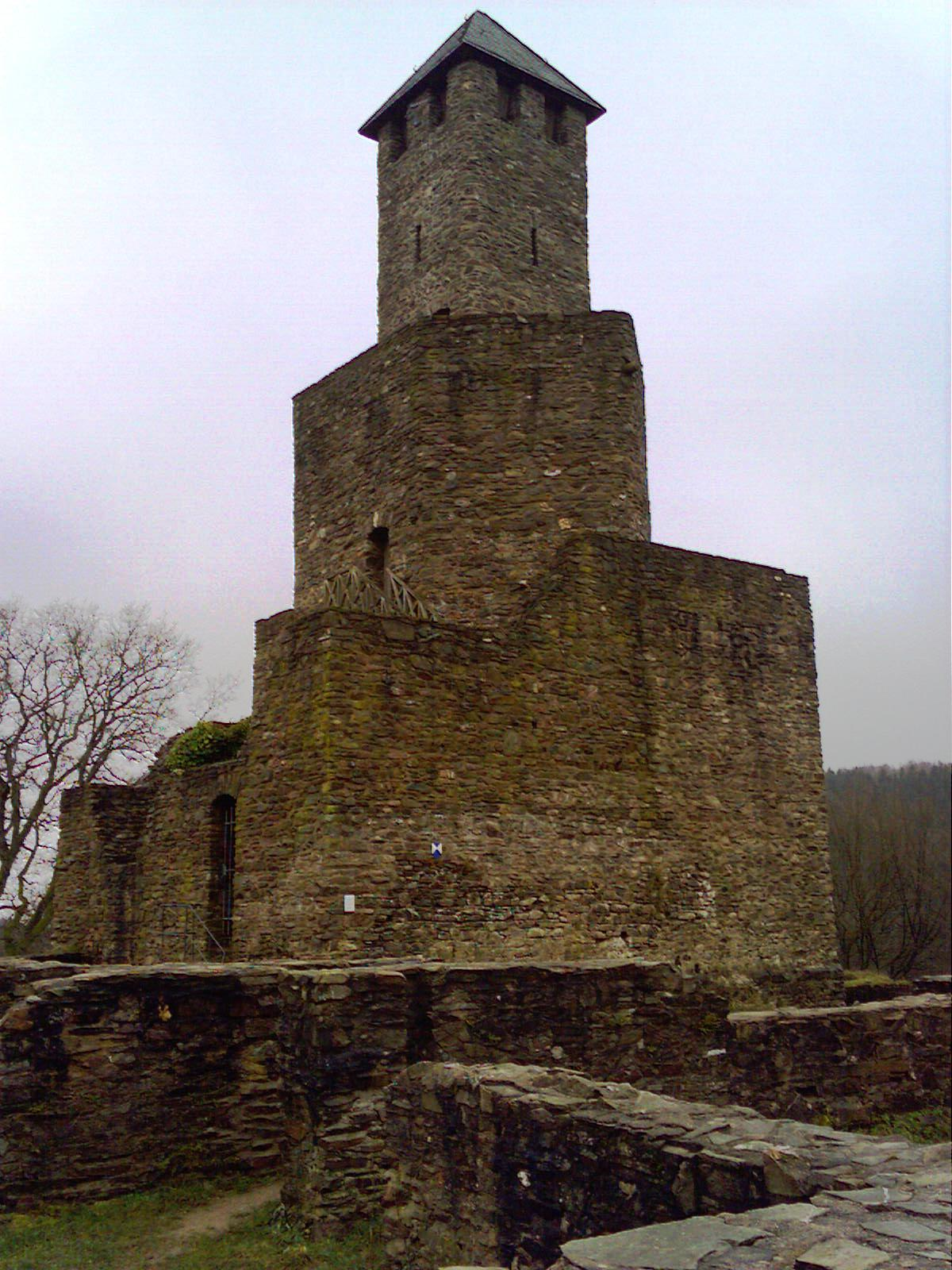
Bergfried

Die Grimburg wurde um 1150 von den Edelherren von Saarbrücken erbaut. Sie wurde während der kriegerischen Auseinandersetzungen um die Besetzung des Trierer Bischofsstuhles – Trierer Schisma 1183 bis 1190 – zerstört und nach der Ernennung des kaiserlichen Kanzlers Johann I. zum Trierer Erzbischof (1190–1212) wieder aufgebaut – de novo construxit. Seitdem zählt die Grimburg zu den erstmals im Liber annalium genannten sieben trierischen Landesburgen Arras, Ehrenbreitstein, Manderscheid, Neuerburg, Saarburg, Welschbillig und eben die Grimburg.
Der Name der Burg bezieht sich wahrscheinlich nicht auf das mhd. Wort grimme, was so viel wie „schrecklich“, „düster“ oder eben „grimmig“ bedeutet hätte, sondern es ist eher eine Variation des Wortes grüene, was, in Bezug auf die urkundliche Erwähnung von ca. 1202 grymberch dann „grüne Burg“ bzw. „Burg im Grünen“ bedeuten würde.
Die Grimburg war Verwaltungssitz und Gerichtsstandort des nach ihr benannten und 1328 erstmals erwähnten kurtrierischen Amtes Grimburg.
Es bleibt noch zu untersuchen, wer oder welche Familie die erste Burg Grimburg – es wird sich wohl um den ursprünglichen, später ausgekernten und mit einem neuen eingebauten Fünfeckturm versehenen Wohnturm gehandelt haben – erbaut hat und ob die Burg auf eine Gründung des seinerzeitigen Domküsters als Inhaber der grundherrschaftlichen Rechte in Grenderich-Sauscheid-Gusenburg bzw. des Stiftes St. Paulin als Grundherr in und um Wadrill zurückgeht. Denn beide, sowohl der Domküster als auch das Stift St. Paulin, sind mit ¼ an der Burg Grimburg beteiligt, wie in einem Urteilsspruch vom 4. April 1258 festgestellt wird. Die Burgbesatzung muss nicht nur dem Trierer Erzbischof, sondern auch den beiden Mitbesitzern huldigen und diese können sich ihrer je nach Bedarf bedienen. Eigentum verpflichtet, und so müssen die beiden Mitbesitzer der Burganlage auch gewisse Lasten übernehmen.
Die Dignität des Domküsters hat seit dem Jahre 1242 Simon von Warsberg inne, er ist damit Nutznießer oder Präbender der Domküsterei Grenderich-Sauscheid-Gusenburg. Im Jahre 1252 wird Simon von Warsberg auch noch zum Dompropst gewählt und besetzt damit die höchste Würde innerhalb des Domkapitels. Die Bemühungen des Domküsters und Dompropstes Simon von Warsberg um Erweiterung und Festschreibung seiner Rechte – 1248 Patronats- und Zehntrechte und 1258 Anteilsrechte an der Grimburg – werden verständlich vor dem Hintergrund seiner engen Verwandtschaft zur Familie der Edelherrn von Saarbrücken, die seit Erhebung der Grimburg zur trierischen Landesburg kurz nach 1190 das Amt des Burggrafen hundert Jahre lang bekleiden. Boemund von Saarbrücken (von Grimburg genannt), der später – um 1270 – die Burg Dagstuhl erbauen und sich Boemund von Grimburg Herr zu Dagstuhl nennen wird, ist Simon von Warsbergs Neffe. Diese und andere hier nicht näher zu untersuchenden verwandtschaftlichen Verflechtungen und die Versuche zur Erweiterung und Festschreibung von Macht und Einflussnahme sollten bei weiteren Nachforschungen im Auge behalten werden.
Kaiser Maximilian I., von 1508 bis 1512 Herrscher des Heiligen Römischen Reichs, besucht 1512 mit seinem Gefolge die Burg – angeblich zur Falkenjagd. Im Jahr 1522 besetzt Reichsritter Franz von Sickingen kampflos die Burg. Kurfürst Johann von Schönenberg, der auf der Burg lebt, erneuert und erweitert 1585 die Burgkapelle. Die Burg erleidet im Dreißigjährigen Krieg (1618–1648) starke Beschädigungen und wird in den Reunionskriegen 1683 von französischen Soldaten angezündet. Um 1690 wird die Verwaltung des Amtes Grimburg auf den heimgefallenen erzstiftischen Lascheider Hof bei Hermeskeil verlegt und die Burg aufgegeben. Die mächtige Burganlage war dem Verfall preisgegeben und diente den umliegenden Ortschaften als bequemer Steinbruch.
1978 wird der Förderverein Burg Grimburg gegründet, der sich in Zusammenarbeit und mit Unterstützung der Verbandsgemeinde Hermeskeil und der Ortsgemeinde Grimburg um die Freilegung, Ausgrabung, Sicherung und den teilweisen Wiederaufbau der Burgruine bemüht. Seitdem wurde die Burganlage restauriert: Das Burghaus wurde von 1978 bis 1988, der Bergfried von 1978 bis 1990, der Hexen- und Küchenturm von 1981 bis 1987 und der Eingangsturm von 1999 bis 2000 wieder aufgebaut.

## Heutige Nutzung
Heute präsentiert sich die Grimburg als touristischer Anziehungspunkt und dient als Kulisse für Kulturveranstaltungen wie Burgfeste oder Burgschauspiele. Seit dem Jahre 2001 werden im Burghaus auch standesamtliche Trauungen des Standesamts Hermeskeil durchgeführt.

## Anlage
Die Burganlage erstreckt sich in einer Länge von etwa 300 Meter und einer Breite von rund 90 Meter. Damit war die Grimburg, wenn auch nicht die bedeutendste, so doch zumindest die weiträumigste der ehemaligen kurtrierischen Landesburgen. Sie besteht aus einer Vorburg, einem rechteckigen Bergfried, Palas und einer Kapelle. Die Unterkirche diente den Bewohnern der Vorburg zum Gottesdienst, während die Oberkirche als Empore mit eigenem Zugang dem Erzbischof und seinen Beamten vorbehalten blieb.